# Tepuihyla galani
Tepuihyla galani är en groddjursart som beskrevs av Ayarzagüena, Señaris och Stefan Gorzula 1993. Tepuihyla galani ingår i släktet Tepuihyla och familjen lövgrodor. IUCN kategoriserar arten globalt som otillräckligt studerad. Inga underarter finns listade i Catalogue of Life.